# William John Gies

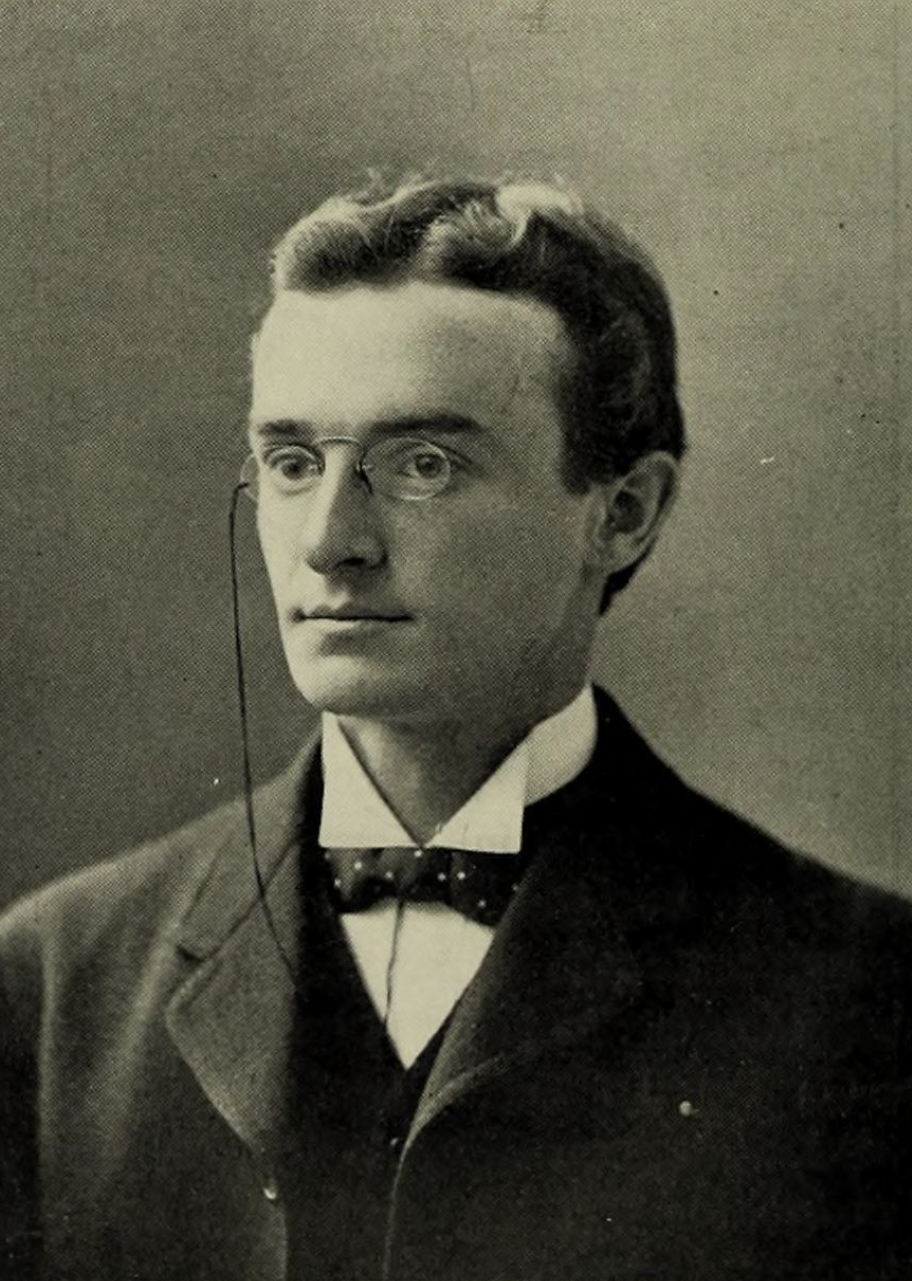
William John Gies, Aufnahmejahr unbekannt

William John Gies (* 21. Februar 1872 in Reisterstown, Maryland; † 20. Mai 1956 in Lancaster, Pennsylvania) war ein US-amerikanischer Biochemiker, der als Begründer der modernen zahnärztlichen Ausbildung in den USA gilt, obwohl er nie Zahnarzt war.

## Leben
Gies erhielt den Bachelor of science 1893 am Gettysburg College, den M.S. 1896 und den Ph.D. 1897 an der Yale University. Er gehörte zu den Gründern der Society for Experimental Biology and Medicine (1903) und der American Society of Biological Chemists (1906). Als Professor für Biochemie an der Columbia University (1907–1937) begann sich Gies für die zahnmedizinische Forschung und Ausbildung zu interessieren, als er 1909 von Mitgliedern eines Ausschusses der lokalen Zahnärztevereinigung gebeten wurde, seine biochemische Forschung mit der Zahnheilkunde zu verbinden. Zu dieser Zeit stellte er fest, dass man in der Medizinischen Fakultät der Columbia University ebenso wie an Medizinischen Schulen allgemein wenig wissenschaftliches Interesse an Zähnen hatte und auch an zahnmedizinischer Forschung nicht interessiert war. Er begann die Ursachen der Karies und der Parodontitis zu untersuchen. Gies schrieb seither über 600 Veröffentlichungen.
Dem Einsatz von Gies ist die Gründung der Columbia University School of Dental and Oral Surgery zu verdanken, der bald die American Association of Dental Schools folgte. Im Jahr 1925 trat Gies dafür ein, dass das bereits 1865 gegründete New York College of Dentistry mit der New York University zum New York University College of Dentistry verbunden wurde. Diese Neu-Organisationen waren nach gesetzlichen Regelungen erforderlich geworden, die die kommerzielle Ausrichtung zahnmedizinischer Schulen einschränken sollten.
Im Jahr 1919 gründete er auf eigene Kosten das Journal of Dental Research und war dessen Herausgeber bis 1935. Er war ferner Gründungsmitglied (1920), von 1928 bis 1938 Generalsekretär und von 1939 bis 1940 der 16. Präsident der International Association for Dental Research (IADR). Teilweise zeitgleich war er von 1936 bis 1939 Generalsekretär der Subsection Nd (Zahnmedizin) in der Section N (Medizin) der American Association for the Advancement of Science (AAAS). Erst 1954, unter Generalsekretär Russell W. Bunting erhielt Section Nd einen autonomen Status, der sie den anderen 18 Sections der AAAS gleich stellte. Die Zeitschrift und die beiden Verbände sind nach wie vor die Grundlage der zahnmedizinischen Forschung und Bildung in den USA.

### Der Status der amerikanischen Zahnärzte
Zu Beginn des zwanzigsten Jahrhunderts befand sich die amerikanische Zahnmedizin in einem großen Dilemma. Von Seiten der Mediziner gab es diverse Übernahme-Versuche, in deren Verlauf von einer Abschaffung der Zahnmedizin als akademischer Beruf und von einer Verlagerung der Zahnbehandlung („sie sei nur eine handwerkliche Tätigkeit“) in die Hände von Technikern gesprochen wurde, die ihre Tätigkeit unter Aufsicht eines Arztes ausüben sollten. Die akademische Ausbildung, für die die American Dental Association lange gekämpft hatte, und deren Umsetzung sie durch Gesetzesvorlagen vorangetrieben hatte, verteure die Behandlung und schaffe Barrieren, die zu Personalmangel führten. Dieser war besonders stark fühlbar geworden seit diverse Aufklärungskampagnen einen Bedarf an zahnärztlichen Leistungen geschaffen hatten, der mit dem zur Verfügung stehenden Personal nicht zu bewältigen war.

### Der Gies-Report
Wie Gies schon früh selbst festgestellt hatte, war das Interesse von Zahnärzten an Forschung im Allgemeinen gering. Ihre Ausbildung und praktische Tätigkeit war im Wesentlichen noch gewerblich, handwerklich, kommerziell und reparativ orientiert und damit die Zahnmedizin von anderen akademischen Berufen isoliert. So führte zum Beispiel auch der United States Public Health Service (USPHS) nach dem Ersten Weltkrieg zwar eine zahnärztliche Abteilung ein, in der Zahnärzte aber lediglich die anfallenden reparativen Arbeiten ausführten und – zumindest bis zu Clinton Messners Einsatz (1928) – nicht in Forschungsprojekten aktiv wurden. Die ersten Kariesstatistiken des USPHS wurden noch von Ärzten und Statistikern der Behörde erstellt, indem sie Daten auswerteten, die von zahnmedizinischem Hilfspersonal erhoben worden waren. Für fünf Jahre gesponsert von der Carnegie Foundation besuchte William Gies ab 1921 alle zahnmedizinischen Ausbildungsstätten in den USA und Kanada und stellte erhebliche Defizite in der Ausbildung fest. Der 1926 veröffentlichte und nach ihm benannte Report enthält auch einen Rückblick auf die Geschichte der Zahnmedizin und der Ausbildung von Zahnärzten und beleuchtet allgemeinmedizinisch relevante Teilaspekte der zahnärztlichen Tätigkeit. Er ist ein leidenschaftliches Plädoyer für eine akademische Ausbildung von Zahnärzten und gilt bis heute als Grundlage der zahnmedizinischen Ausbildung in medizinischen universitären Einrichtungen.
Wie wichtig die akademische Ausbildung sei machte Gies 1932 am Beispiel des Projekts von Frederick Sumner McKay zur Entdeckung der Ursache der Zahnfluorose besonders deutlich. Diese Arbeit zeuge von interdisziplinärer Zusammenarbeit von Wissenschaftlern. Schließlich hätten nicht Mediziner die Ursache der Zahnfluorose aufgeklärt. Gleichzeitig äußerte Gies die Vision von einer Trinkwasserhygiene unter der Leitung der Zahnärzteschaft.
Als Mitglied von David Asts Technical Advisory Committee on the fluorination of water supplies, das am 24. April 1944 erstmals tagte, war er an der Planung und Durchführung des Fluoridierungsversuchs in Newburgh (New York) beteiligt.

### Ein Welt-Almanach zahnmedizinischer Irrtümer
In zwei Auflagen veröffentlichte die American Dental Association 1939 und 1941 umfangreichere Sammlungen von Abstracts über Ursachen und Kontrolle der Zahnkaries. Als Schriftführer des eigens dazu in der Forschungskommission der ADA eingerichteten Berater-Komitees erarbeitete Gies zusammen mit Daniel F. Lynch (Chairman) und Charles F. Kettering (als Berater, dessen Name dem Projekt etwas Aufmerksamkeit sichern würde) einen Offenen Brief, der weltweit an zahnärztliche Forschungseinrichtungen verschickt wurde. Darin wurden die Adressaten um kurze Abstracts ersucht, die ihren aktuellen Forschungsfokus bezüglich der Zahnkaries darstellen sollten. Als Beispiel hatte Gies dem Brief ein entsprechendes Muster von Russell W. Bunting beigefügt, mit dem er über viele Jahre einen fast freundschaftlichen Kontakt pflegte und der seit 1937 Dekan der zahnmedizinischen Fakultät der Universität Michigan war. Bunting bezeichnete später in einem Schreiben an Gies das resultierende Produkt etwas despektierlich als World Almanac of dental errors, von dem es hoffentlich keine weitere Auflage gäbe.

## Stiftung
Die William J. Gies-Stiftung wurde im Jahr 1950 an der Columbia University als private Stiftung und erste amerikanische Stiftung zur Unterstützung der Ausbildung in Zahnmedizin und Wissenschaft etabliert. Im Jahr 2002 verband sie sich mit der American Dental Education Association (ADEA), einer Stiftung des öffentlichen Rechts.

## Ehrungen
- Seit 1915 war er gewähltes Mitglied der American Philosophical Society.[21]
- Am 18. Oktober 1951 erhielt er den vierten Pennsylvania Ambassadorship Award der staatlichen Handelskammer von Pennsylvania.[22]
- Das American College of Dentists vergibt seit 1940 den William J. Gies Award.[23]

## Schriften
- R. B. Donoff: The Gies Report and Research. In: The Journal of the American College of Dentists. Band 69, Nummer 2, 2002, S. 22–25, PMID 12132254.
- On other dental organizations and the needed changes in the organization of IADR, J Dent Res 18: 230-236, 1939
- The Work & Functions of the IADR, J Dent Res 19: 258-266, 1940